# Осыково (Киевская область)
Осыково (укр. Осикове) — село, входит в Макаровский район Киевской области Украины.
Население по переписи 2001 года составляло 348 человек. Почтовый индекс — 08063. Телефонный код — 4578. Занимает площадь 1,9 км². Код КОАТУУ — 3222784202.

## Местный совет
08063, Київська обл., Макарівський р-н, с. Лишня, вул. Київська, 1а

## Галерея

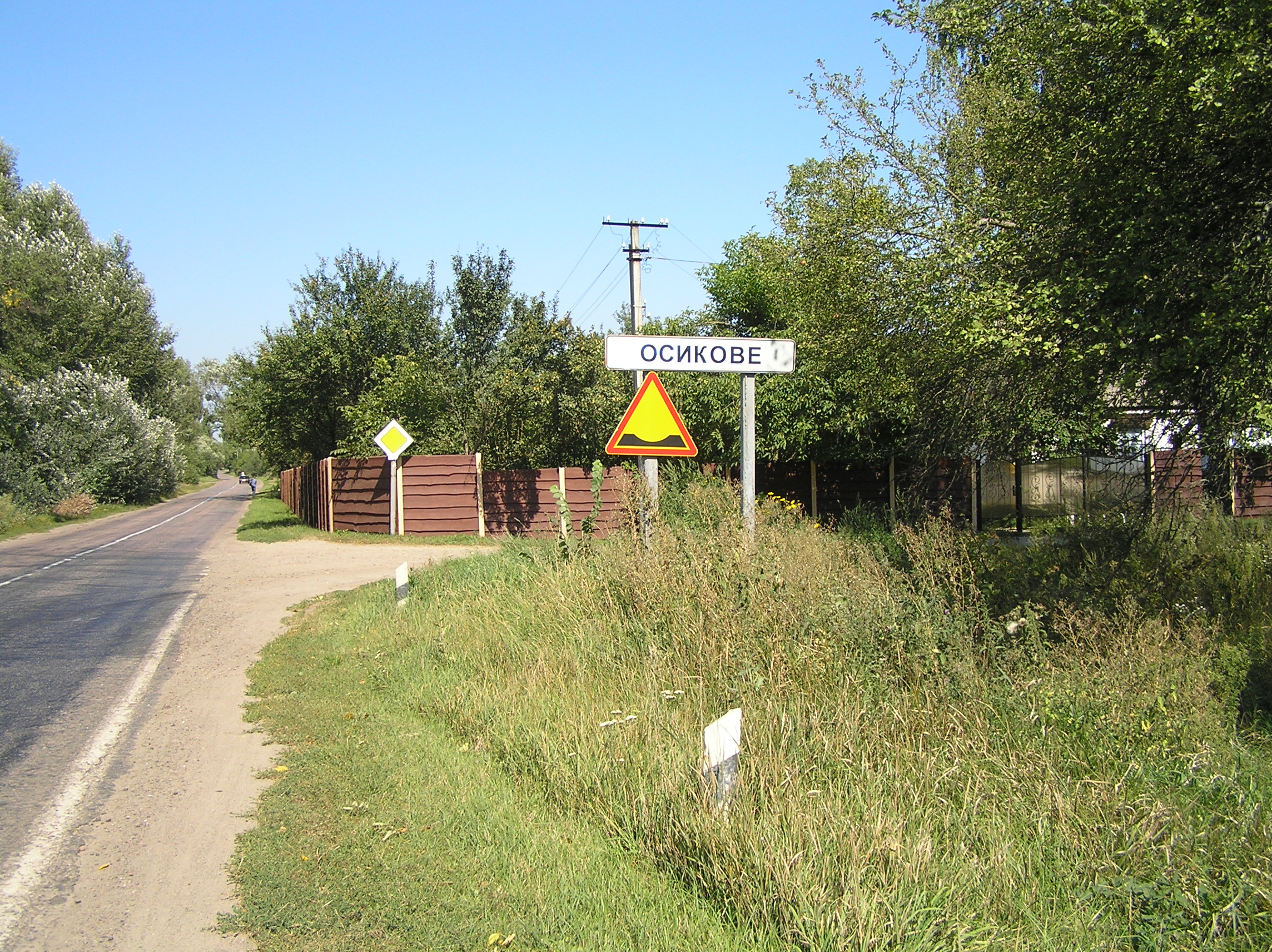
Дорожный знак на въезде в село
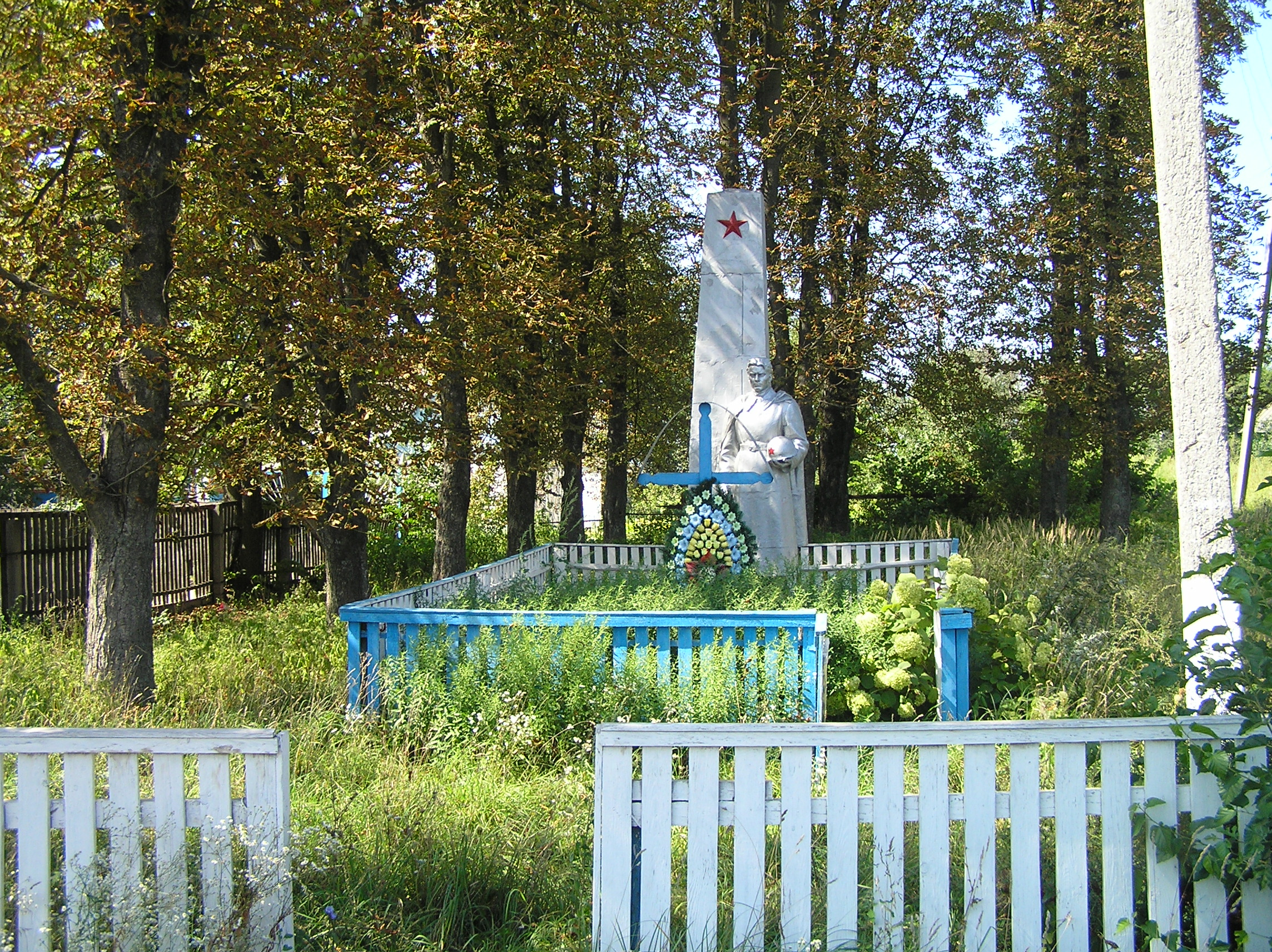
Памятник погибшим в Великой Отечественной войне